# Невідомий (фільм, 1927)
«Невідомий» (англ. The Unknown) — американський німий художній фільм Тода Броунінга.
«Невідомий» вважається однією з найбільш вражаючих німих кінопостановок Тода Броунінга. Джоан Кроуфорд часто повторювала, що під час зйомок з Лоном Чейні дізналася про акторську майстерність більше, ніж від будь-якого іншого партнера за всю її довгу кінокар'єру. Критики часто називають гру Чейні однією з найбільших акторських робіт, зображених на кіноплівці. Берт Ланкастер стверджував, що гра Чейні в цьому фільмі перевершувала все, що йому доводилося бачити.

## Сюжет
Іспанія, початок XX століття. Циганський бродячий цирк Антоніо Занзи виступає в провінційних містах. Головний номер — безрукий метальник ножів Алонзо. Насправді у Алонзо є руки, але про це не знає ніхто, крім його помічника ліліпута Кохо. Прикидаючись безруким, Алонзо ховається від поліції — у нього темне минуле, на його совісті є і людські життя. Ліва рука в нього особливо примітна за часткової полідактилії — на ній два зрощених великих пальця.
Алонзо закоханий в дочку власника цирку Нанон. У дівчини фобія — вона не переносить дотиків чоловічих рук і тому намагається триматися біля «безрукого» Алонзо, який незабаром здогадується про її страхи і починає на них грати.
У Нанон закоханий також простодушний цирковий силач Малабар, який постійно намагається приголубити дівчину та ніяк не може зрозуміти, чим він її лякає. Малабар в цілому симпатичний, але вона ніяк не може побороти хворобливу відразу до його дотиків.
Антоніо Занзи зауважує, що метальник ножів небайдужий до його дочки і б'є Алонзо. Вночі Алонзо і Антоніо випадково зустрічаються. Власник цирку зриває з Алонзо плащ і бачить його руки. Алонзо кидається на господаря цирку і душить його. Нанон бачить, як її батька вбиває незнайомець з подвійним великим пальцем на лівій руці, але обличчя вбивці залишається приховано від неї капелюхом.
Актори ховають Антоніо. Поліцейські беруть у всіх циркачів, крім «безрукого» Алонзо, відбитки пальців, але жодні з відбитків не збігаються з тими, що залишив вбивця.
Цирк їде. Нанон, Алонзо і Кохо залишаються в містечку, потім до них приєднується і Малабар, який сумує без Нанон. Нанон знову відкидає Малабара і виявляє ніжність Алонсо, який, як вона думає, єдиний не хоче і не може її обіймати. Алонзо починає мріяти про весілля з Нанон, але Кохо нагадує йому, що це неможливо — Нанон не тільки відразу дізнається, що в Алонзо є руки, але і неодмінно помітить його подвійний великий палець. Алонзо в розпачі закурює, як звик, тримаючи цигарку пальцями ніг, хоча руки у нього в цей момент вільні. Кохо, сміючись, говорить, що Алонзо зовсім відвик від своїх рук і вже цілком може обходитися без них.
Алонзо раптом розуміє, що зможе одружитися з Нанон, якщо насправді позбудеться своїх рук. Він шантажує місцевого хірурга і змушує його таємно провести ампутацію.
Поки Алонзо видужує після операції, Нанон і Малабар стають все ближчими один одному. Малабар дізнається про страхи дівчини і намагається не робити нічого, що могло б її налякати. Нанон помічає його делікатність. Поступово вона перестає уникати його дотиків і, врешті-решт, погоджується вийти за нього заміж, однак тільки після того, як повернеться її «найкращий друг» Алонзо.
Через кілька тижнів Алонзо і Кохо повертаються в містечко. Алонсо йде в місцевий театр, де виступає Нанон. Дівчина кидається на шию Алонзо і каже йому, що нарешті-то можна зіграти весілля. Алонзо зворушений і щасливий. Але тут же виявляється, що наречений зовсім не він — на його очах Малабар обіймає Нанон, яка відверто насолоджується дотиками його рук. Алонзо намагається не показати розгубленості та розчарування — виявляється, він марно наказав ампутувати собі руки! — але удар був надто сильним. Лише з великим зусиллям волі він змушує себе зобразити радість.
Нанон і Малабар ставлять новий цирковий номер, в якому силач буде утримувати двох коней. Коні повинні скакати по бігових доріжках, і якщо хоча б одна з доріжок зламається, то коні просто відірвуть Малабару руки. Під час подання Алонзо підлаштовує аварію. Поки Малабар з останніх сил стримує коней, Нанон намагається заспокоїти тварину, яка може вдарити її. Алонзо кидається на допомогу дівчині, рятує її, але сам гине від удару кінським копитом.

## У ролях

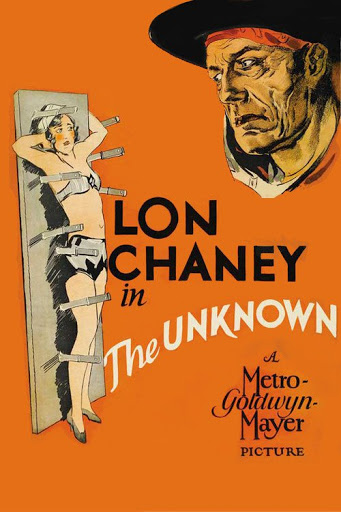
альтернативний постер до фільму

- Лон Чейні — Алонзо
- Норман Керрі — Малабар
- Джоан Кроуфорд — Нанон
- Нік Де Руїс — Занзі
- Джон Джордж — Кохо
- Френк Леннінг — Костра

## Цікаві факти
- Довгий час вважався загубленим (через пожежу в студії), але збереглися копії цього фільму, непридатні для демонстрації в кінотеатрі; проте в 1968 році повна професійна плівкова копія фільму була виявлена в архіві французької Синематеки.
- У деяких сценах, де Алонзо повинен був робити ногами те, що зазвичай робиться руками — запалювати сірник, брати келих, метати ніж тощо — замість ніг у кадрі були ноги дублера Пітера Дісмукі, який народився без рук і навчився відмінно використовувати замість них ноги.
- Джоан Кроуфорд високо цінувала досвід, отриманий на зйомках фільму, зазначивши в своїх мемуарах, що тільки побачивши акторську роботу Лона Чейні вона зрозуміла різниця «між тим, щоб стояти перед камерою і грати перед камерою». За її словами, після цього вона стала працювати над своєю грою значно старанніше.
- Фільм заснований на вільній інтерпретації реальних подій під час циркового життя режисера Тода Браунінга, коли чоловік, що маскувався під акробата, ухилявся від поліції.
- У фільмі до сих пір бракує приблизно 14 хвилин, головним чином з першої половини фільму та зображення злочинної кар'єри Алонзо.
- У 2012 році режисер Гай Меддін назвав його одним із десяти найкращих фільмів, коли-небудь знятих в рамках опитування режисерів "Найкращих фільмів усіх часів" "Sight & Sound".
- Раніше Норман Керрі працював у двох фільмах з Лоном Чейні: "Горбань із Нотр-Дама" і "Привид опери".
- Припускаючи, що авторські права ще не втратили чинність, цей фільм та всі інші фільми, створені в 1927 році, потрапляють у публічне надбання США у 2023 році.
- Цей фільм має 100% рейтингу на основі 6 відгуків критиків на Rotten Tomatoes.[1]